# Nuret-le-Ferron

Nuret-le-Ferron este o comună în departamentul Indre, Franța. În 1 ianuarie 2022 avea o populație de 293 de locuitori.